# Joëlle De Brouwer
Joëlle De Brouwer (* 18. Oktober 1950 in Maubeuge) ist eine ehemalige französische Mittel- und Langstreckenläuferin.

## Leben
Bei den Crosslauf-Weltmeisterschaften 1976 in Chepstow wurde sie Sechste. 1978 wurde sie bei den Leichtathletik-Europameisterschaften in Prag Zwölfte über 3000 m und 1980 über dieselbe Distanz Vierte bei den Leichtathletik-Weltmeisterschaften in Sittard. Bei den Leichtathletik-Halleneuropameisterschaften 1981 in Grenoble erreichte sie über 1500 m nicht das Ziel.
1983 siegte sie beim Neuf-Brisach-Marathon und bei den 20 km von Paris, 1984 bei den 25 km von Berlin.
Insgesamt wurde sie viermal französische Meisterin über 3000 m (1975, 1978, 1980, 1981) und achtmal im Crosslauf (1975–1979, 1981, 1983, 1984). Je einmal wurde sie im Freien (1977) und in der Halle (1981) nationale Meisterin über 1500 m.

## Persönliche Bestzeiten
- 1500 m: 4:13,7 min, 8. Juni 1976, Düsseldorf
- 1 Meile: 4:39,1 min, 15. September 1985, Libourne (ehemaliger französischer Rekord)
- 3000 m: 8:58,94 min, 16. August 1980, Sittard (ehemaliger französischer Rekord)
- 5000 m: 15:52,60 min, 3. Juni 1983, Löwen (ehemaliger französischer Rekord)
- Marathon: 2:38:24 h, 25. September 1983, Neuf-Brisach